# Aminata Faye
Pour les articles homonymes, voir Faye.
Aminata Faye, connue sous le nom de Amy Faye, est une mannequin sénégalaise basée à Dakar.

## Biographie

### Enfance et débuts
Aminata Faye, appelée Amy Faye est née à Dakar. Elle grandit avec trois frères, étant la seule fille de la famille. Passionnée de sport comme son père, elle s’initie au tennis dès le plus jeune âge. Plus tard, elle découvre le volley-ball et devient une joueuse confirmée de niveau international en intégrant l’équipe nationale junior et senior du Sénégal de volley-ball.
Elle a fait ses débuts en tant que mannequin au Sénégal en gagnant le concours Elite Model Look Sénégal en 2010,. C’est par la suite en 2011 qu’elle commence sa carrière à Dakar et devient l'un des mannequins phares de la Dakar Fashion Week. Elle défile au Festival International de la Mode Africaine (FIMA) en 2013, festival créé par Alphadi. En 2014, elle gagne le concours La Nouvelle Top. Et elle participe à la Black Fashion Week de Paris organisée par Adama Paris. Tout en évoluant dans le sport et dans le mannequinat, elle continue ses études à Dakar jusqu’à obtenir son Master en finance en 2014 à l’Institut Africain de Management (IAM Dakar).

### Carrière
Au cours de l’année 2015, elle signe avec une agence de mannequins à Paris. C'est ainsi qu'elle fait ses premières apparitions au niveau international en participant à la Fashion week de Paris, la Fashion Week de Milan et la Fashion Week de New York.
En 2016, on la voit sur une campagne Resort 2017 de Balmain par Olivier Rousteing. Elle pose à côté de Sasha Luss, Valery Kaufman et Joséphine Le Tutour. Lors de la haute couture en juillet 2018, Amy Faye défile pour la première fois pour Jean Paul Gaultier qui l'a choisie pour être la mariée et ainsi fermer le défilé. Durant la même année, elle fait une campagne pour MAC Cosmetics à New York. Elle a également défilé pour d’autres marques dont Guy Laroche, Thom Browne, Dennis Basso, Deveaux, Rick Owens, Ulyanna Sergenko, Balenciaga, Naeem Khan, Christian Siriano, Christian Cowan, Sergio Hudson, Lan Yu, Xuly Bët , Michael Kors,Y Project, Sally Lapointe, Telfar, Alyx, Celia Kritharioti, Linder, Georges Hobeika, Juun J, Idan Cohen, Imane Ayissi.  
Elle apparaît aussi dans quelques publications, magazines tels que : Nataal Media, Ansinth, Jute Magazine, Vogue Mexico, Interview Germany, L’Officiel Baltics, Bad to the Bone, Villa 88 Magazine et Nylone.